# Florian Thauvin
Pour les articles homonymes, voir Thauvin.
Florian Thauvin, né le 26 janvier 1993 à Orléans, dans le Loiret, est un footballeur international français qui évolue au poste de milieu offensif au RC Lens.
Après avoir fait ses débuts professionnels avec le Grenoble Foot 38, Thauvin se révèle au SC Bastia où il remporte la Ligue 2 en 2012 puis le trophée du meilleur espoir de Ligue 1 un an plus tard. En 2013, il signe à l'Olympique de Marseille (reconsidérant son accord initial avec Lille) et devient l'un des cadres de l'équipe pendant huit saisons, interrompu par un court passage en Angleterre à Newcastle. Avec l'OM, il atteint la finale de la Ligue Europa 2017-2018, dispute la Ligue des champions mais ne remporte aucun titre. En 2021, il s'envole au Mexique pour rejoindre son ex-coéquipier marseillais André-Pierre Gignac chez les Tigres. Mais deux ans et demi plus tard, il revient en Europe pour évoluer dans le club italien de l'Udinese Calcio.
En sélection, Florian Thauvin remporte la Coupe du Monde U20 en 2013 puis est sacré à nouveau champion du monde avec l'équipe de France A en 2018 au cours de laquelle il n'est que remplaçant. Il dispute également les Jeux olympiques en 2021 où la France est éliminée dès le premier tour.

## Biographie

### Enfance et formation
Florian Thauvin commence le football au FCM d'Ingré, un club de la banlieue d'Orléans, où il côtoie notamment Cédric Hountondji avant de poursuivre ses gammes au FCO de Saint-Jean-de-la-Ruelle puis à l'US Orléans, en même temps que le pôle espoirs de la Ligue du Centre. En 2008, après avoir été proposé au centre de formation du Toulouse FC, Florian Thauvin rejoint à l'âge de quinze ans le Grenoble Foot 38, fraîchement promu en Ligue 1.

### Fin de formation et débuts professionnels à Grenoble
Les débuts sont difficiles : Florian Thauvin souffre du dos et on lui diagnostique une fracture de fatigue, ce qui est inquiétant pour sa carrière. Mais il reprend ensuite sa progression, intégrant successivement l'équipe des moins de 17 ans, celle des moins de 19 ans, puis l'équipe réserve.
Florian Thauvin débute en professionnel avec Grenoble Foot 38 en Ligue 2 au cours de la saison 2010-2011. Il dispute trois matchs de championnat cette saison-là, dont le tout premier contre le Vannes OC le 11 mars 2011, puis se retrouve libre de tout contrat à cause du dépôt de bilan du club.

### Révélation au SC Bastia
Repéré par Pierre-Paul Antonetti, le recruteur du SC Bastia, il rejoint le club corse sous les ordres de Frédéric Hantz. Lors de ses débuts, il s'entraîne avec le groupe professionnel tout en jouant avec l'équipe réserve dirigée par Frédéric Née. Il joue finalement son premier match de Ligue 2 contre le SCO d'Angers le 23 septembre 2011 et parvient à obtenir du temps de jeu, puisqu'il dispute 13 matchs de championnat avec l'équipe première, qui termine première du championnat et accède à la Ligue 1.
Fraîchement promu en Ligue 1, à l'orée de la saison, il joue son premier match dans l'élite dès la première journée en étant titulaire face au FC Sochaux puis marque son premier doublé en Ligue 1 lors de la 10e journée face au Girondins de Bordeaux. Il devient par la même occasion le plus jeune double buteur des cinq grands championnats européens de la saison 2012-2013. Le 2 mars 2013, Thauvin reçoit un carton rouge contre l'AC Ajaccio lors du derby corse complètement fou qui se termine avec cinq exclusions dont trois pour les Ajacciens et deux pour les Bastiais avant que ces derniers remportent le match un but à zéro. Le 16 mars 2013, Thauvin inscrit un doublé contre l'Olympique lyonnais et permet à Bastia de l'emporter quatre buts à un. Deux semaines plus tard, il inscrit son troisième doublé pour sa première saison en Ligue 1 face au Valenciennes FC, en étant remplaçant. Il permet à Bastia de l'emporter en terre nordiste sur le score de quatre buts à trois. Le 6 avril, il inscrit à nouveau un doublé lors de la victoire contre le Stade brestois quatre buts à zéro. C'est son troisième doublé en trois matchs consécutifs. Le 4 mai, il inscrit un nouveau but face à l'Olympique de Marseille d'une frappe du pied gauche de 25 mètres qui arrête ainsi la série d'invincibilité de Steve Mandanda de sept matchs. Ses bonnes performances sont récompensées en fin de saison par le trophée UNFP de meilleur espoir de Ligue 1, trophée remporté face à Marco Verratti, Lucas Digne et Rémy Cabella.

### Départ avorté à Lille
Le 29 janvier 2013, Florian Thauvin signe un contrat de quatre ans en faveur du LOSC Lille pour un montant de 3,5 millions d'euros. Toutefois, Thauvin est immédiatement prêté à son ancien club Bastia pour y terminer la saison. Il n'intègre l'effectif nordiste qu'à l’été 2013. Le club lillois ne s'étant pas qualifié pour la Coupe d'Europe et à la suite du départ de Rudi Garcia ainsi que de certains cadres, Thauvin juge que le projet qu'on lui a vendu en hiver n'est plus le même. Il souhaite alors rejoindre l'Olympique de Marseille dont l'intérêt est réciproque ; le club phocéen, qualifié en Ligue des champions de l'UEFA veut compter sur lui ainsi que d'autres jeunes de talent dans l'optique de son « projet Dortmund ». Le LOSC songe alors à augmenter le salaire du tout récent champion du monde des moins de 20 ans avant même qu'il n'ait disputé une seule rencontre puisque ce dernier s'est dit vexé lorsque son coéquipier en équipe de France des moins de 20 ans, Yaya Sanogo, transféré de l'AJ Auxerre à Arsenal, a plaisanté au sujet de son salaire (45 000 € par mois) identique au sien alors qu'il n'a jamais évolué en Ligue 1. Toujours insatisfait, il ne participe qu'à un seul entraînement puis décide de ne plus s'entraîner et de perdre 1 500 € par jour pour être transféré à l'OM, chose qu'il obtient dans les dernières heures du mercato.

### Passages compliqués à Marseille et Newcastle (2013-2016)

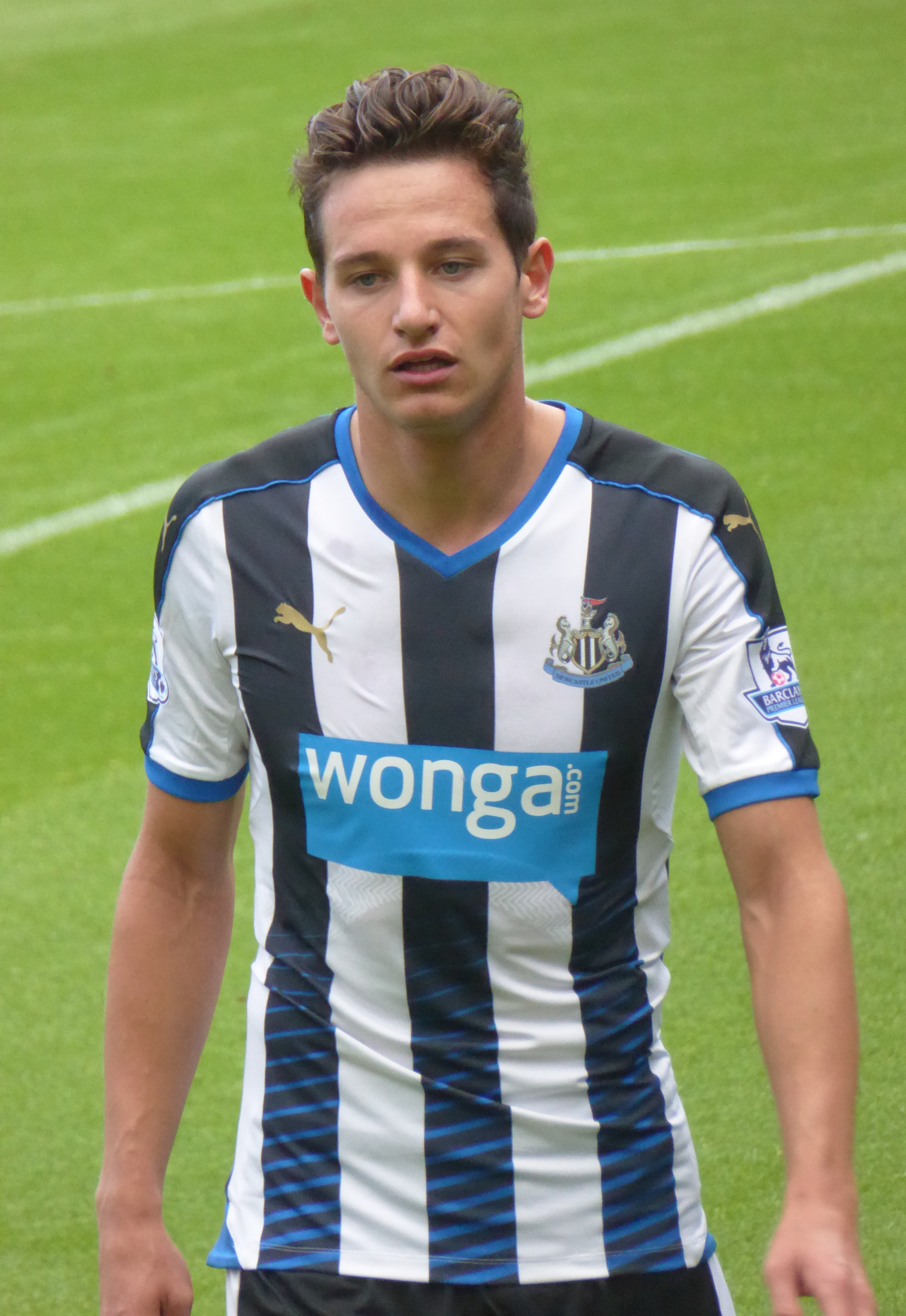
Florian Thauvin sous les couleurs de Newcastle en 2015.

Le 2 septembre 2013, Florian Thauvin signe un contrat de cinq ans en faveur de l'Olympique de Marseille. Le transfert est de 12 millions d'euros, plus 2 millions de bonus, un million à Bastia (prime normalement payée par Lille en 2014-2015) et 650 000 € à Grenoble (prime club formateur), ce qui finalement fait un transfert de près de 15 millions. Florian Thauvin n'aura donc jamais participé à un match officiel avec le LOSC Lille. À l'Olympique de Marseille, il porte le numéro 14. Le 14 septembre, il joue son premier match contre le Toulouse FC (1-1). Petit à petit, Thauvin monte en puissance et marque son premier but en Ligue 1 face au Stade de Reims à la 56e minutes au stade Vélodrome lors d'une défaite trois buts à deux. Pour sa première titularisation en Ligue des champions face au SSC Naples au stade San Paolo, il permet à l'OM d'égaliser à deux partout avant de s'incliner. Il marque son troisième but à l'OM dès la quatrième minute toujours au Vélodrome face au FC Sochaux et permet à l'OM de s'imposer sur le fil deux buts à un. Thauvin continue d’enchaîner les bonnes prestations au point d’être un élément incontournable de l'équipe olympienne mais la deuxième partie de saison 2013-2014 est plus difficile, Thauvin se retrouvant régulièrement sur le banc des remplaçants.
Lors de la saison 2014-2015, Il est un titulaire indiscutable de Marcelo Bielsa malgré ses statistiques relativement décevantes. Cependant, à la suite de ses prestations en dents de scie pendant plusieurs mois, Bielsa ne le retient pas dans le groupe pour un match face au FC Metz début mai. L'OM rate de peu le podium et termine le championnat à la quatrième position. À la suite du départ d'André Ayew à Swansea, il récupère le no 10 pour la saison 2015-2016. Il ne joue que deux matchs avec ce nouveau numéro avant de quitter le club.
Le 19 août 2015, il rejoint Newcastle United pour cinq saisons contre 17 millions d'euros plus le prêt avec option d'achat de Rémy Cabella à l'Olympique de Marseille. Le 22 août 2015, il dispute son premier match avec sa nouvelle équipe face à Manchester United en entrant à la 69e minute de jeu à la place de Gabriel Obertan. Lors de son second match et de sa première titularisation par la même occasion, il marque son premier but en Angleterre d'une reprise acrobatique dès la troisième minute de jeu contre Northampton, club de 4e division lors d'un match de Coupe de la Ligue (4-1). Il est également auteur de trois passes décisives lors de ce match. Titulaire à son arrivée en Angleterre, il est placé en numéro 9 par son entraîneur, un poste qui ne lui convient pas et devient peu à peu remplaçant et joue de moins en moins.

### Retour et confirmation à Marseille (2016-2021)

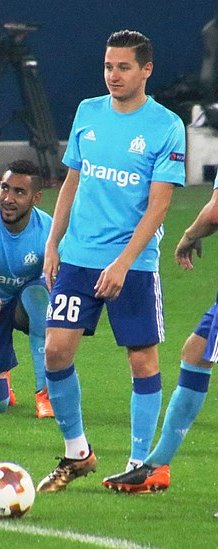
Florian Thauvin avec l'Olympique de Marseille en 2018.

À la mi-saison, il ne rentre plus dans les plans de son entraîneur et fait son retour à l'Olympique de Marseille sous la forme d'un prêt jusqu’à la fin de la saison, seulement six mois après son départ du club olympien. Dans la continuité de son début de saison en Angleterre, il est décevant lors de ses premiers mois en France. Son rendement offensif et son jeu en général s'améliore lors des deux derniers mois et le 20 avril 2016, il marque le seul but de la demi-finale de Coupe de France contre le FC Sochaux qui qualifie le club en finale avant d'être élu joueur du mois par les supporters du club. Lors de la finale de coupe de France, il égalise dix minutes après l'ouverture du score parisienne, mais le club s'incline quatre buts à deux.
La saison suivante, alors qu'il est en discussions avec la Lazio Rome où Marcelo Bielsa est pressenti pour devenir le nouvel entraîneur, il choisit à nouveau l'Olympique de Marseille où il sera prêté avec une option d'achat obligatoire à hauteur de onze millions d'euros. Il entre en jeu contre l'EA Guingamp et marque son premier but mais ne peut empêcher la défaite de l'OM. Il monte peu à peu en puissance et est élu Olympien du mois par les supporters à cinq reprises entre août et décembre 2016 puis en mars 2017. En mars 2017, après avoir été appelé pour la première fois de sa carrière en équipe de France, il est d'ailleurs nommé joueur du mois par l'UNFP avec 55 % de vote devant Javier Pastore et Kylian Mbappé. Il réalise une saison aboutie avec 15 buts et 9 passes décisives lui valant d’être élu « Joueur marseillais de la saison 2016-2017 ».
Le 9 juin 2017, il s'engage officiellement avec l'Olympique de Marseille sur un contrat de cinq saisons après deux prêts consécutifs.
Il réalise une très bonne saison 2017-2018 durant laquelle il inscrit 26 buts et 18 passes décisives. Critiqué pour son faible apport contre les grosses équipes du championnat, Thauvin marque lors du choc contre le PSG à 10 minutes de la fin de la partie. Il termine le championnat avec 22 buts et 11 passes décisives ce qui lui permettra d'être dans le Top 4 de ces deux classements (2e meilleur buteur et 4e meilleur passeur), il devient le premier joueur de l'histoire de l'Olympique de Marseille à inscrire 20 buts et délivrer au moins 10 passes décisives lors d'une saison de Ligue 1. Ces excellentes performances lui permettent d'être nommé pour le trophée UNFP de meilleur joueur de Ligue 1 2017-2018 face au trio d'attaque parisien constitué de Neymar, Cavani et Mbappé. Il remportera aussi le Trophée Eurosport.fr de meilleur joueur de Ligue 1.
Il est une nouvelle fois élu meilleur olympien de la saison 2017-2018.
La même année, Thauvin et l'OM réalisent un très beau parcours en Ligue Europa. Après un but inscrit lors des play-offs retour contre Domzale, il marque de nouveau contre le SC Braga en seizièmes de finale. De retour de blessure, il inscrit un but contre Leipzig lors de la remontée en quarts de finale (5-3 sur les deux matchs). Il inscrit également un but décisif contre Salzbourg en demi-finale aller lors de la victoire 2 à 0 des Olympiens. Le 16 mai 2018, il participe à la finale de la Ligue Europa avec l'Olympique de Marseille mais s'incline contre les Espagnols de l'Atlético de Madrid (0-3) sur la pelouse du Parc OL.
Cette saison européenne lui permet d'être dans le top 10 des meilleurs joueurs de la Ligue Europa de la saison.
Lors de la saison 2018-2019, il est avec Morgan Sanson l'un des deux délégués syndicaux de l'UNFP au sein de l'OM. Tout juste champion du monde, Thauvin entame très bien sa saison en marquant dès le premier match de championnat contre Toulouse le 10 août après être entré en jeu à la 83e minute. Il marque de nouveau au match suivant le 19 août contre Nîmes puis inscrit un but et réalise une passe décisive lors de son entrée en jeu contre Monaco le 2 septembre pour offrir la victoire aux Marseillais 3 buts à 2. Le 23 septembre, Thauvin égalise contre Lyon et conforte sa place de meilleur buteur du championnat avec 7 buts. Le 25 novembre 2018, Thauvin réalise le troisième triplé de sa carrière en Ligue 1 contre Amiens SC et offre une victoire 3-1 à Marseille. Malgré un long trou d'air de presque six mois où il n'inscrit que deux buts en Ligue 1 entre le 4 décembre et le 18 mai, il termine une nouvelle fois sa saison avec de très bonnes statistiques. En effet, rien qu'en Ligue 1, il inscrit seize buts et distribue huit passes décisives ce qui le placera à la quatrième et sixième place de ces classements respectifs.
Le champion du monde 2018 n'a disputé que deux petits bouts de match (20 minutes) lors de la saison 2019-2020. Sa cote a véritablement chuté. Selon l'observatoire du CIES, qui a dévoilé le top 100 des joueurs les plus chers de la planète dans sa lettre hebdomadaire, le prix de l'international français est estimé à 7 M€ en juin 2020.
Au début de la saison 2020-2021, après presque une saison entière sans jouer, il accorde une interview à L'Équipe au cours de laquelle il fait part de la solitude ressentie pendant sa blessure. Par la suite, des propos tenus par Florian Thauvin hors antenne expliquant les raisons de son départ de Marseille, provoquent le mécontentement de supporters de l'OM.

### Départ pour le Mexique (2021-2023)

Florian Thauvin lors de l'annonce de sa signature avec les Tigres UANL en 2021.

Le 7 mai 2021, l'OM annonce son départ du club à la fin de la saison. Courtisé par plusieurs clubs européens dont Lyon et l'Inter Milan, il part finalement pour le Mexique et s'engage en faveur du club des Tigres UANL, pour une durée de cinq ans, où il retrouve son ancien coéquipier en club, André-Pierre Gignac. Ses débuts sont compliqués, puisqu'il est expulsé pour son premier match contre Santos Laguna dès la 34e minute de jeu et sort sous les sifflets des supporters. Il marque son premier but sous ses nouvelles couleurs lors de son troisième match avec le club lors d'une victoire trois buts à 0 contre le Querétaro FC dix jours plus tard.
Le 23 janvier 2023, le club des Tigres UANL met fin prématurément au contrat de Thauvin qui portait jusqu'en 2026. Les Tigres, ayant atteint la limite du nombre de joueurs étrangers permise au Mexique, récupèrent ainsi avec le départ de Thauvin une place leur permettant d'ajouter dans leur effectif la recrue argentine Nico Ibáñez.

### Signature à l'Udinese (2023-2025)
Le 31 janvier 2023, après avoir annulé son contrat avec les Tigres UANL, Thauvin signe en toute fin de mercato à l'Udinese Calcio pour un contrat qui durera jusqu'en 2025. 
Lors de la saison 2024‑2025, Florian Thauvin connaît un véritable renouveau à l’Udinese Calcio et est nommé capitaine par l’entraîneur Kosta Runjaic.  Porteur du mythique numéro 10, il occupe principalement les postes de milieu offensif ou d’ailier droit. Dès la deuxième journée, Thauvin se distingue lors d’un choc face à la Lazio Rome en marquant un but et délivrant une passe décisive lors de la victoire deux buts à un. Sa performance lui vaut le titre d’homme du match. Démarrant fort la saison avec quatre buts et trois passes décisives en cinq matchs, il s’impose comme l’un des éléments les plus constants de l’effectif et termine l’exercice avec huit buts et trois passes décisives en Serie A, soit sa meilleure saison statistique depuis son passage à l’Olympique de Marseille. En avril 2025, convaincu par ses performances, le club décide d’activer l’option de prolongation présente dans son contrat, prolongeant son engagement jusqu’en juin 2026.   

### Retour en France avec Lens (2025-)
Le 8 août 2025, il signe en faveur du Racing Club de Lens pour trois saisons.  
Le 16 août, il dispute son premier match officiel sous les tuniques artésiennes lors de la première journée de Ligue 1 face à l'Olympique lyonnais en remplaçant Rayan Fofana à la 57e minute.  

### Carrière internationale

#### Sélections de jeunes
Florian Thauvin passe par les équipes de France des moins de 18, 19 et 20 ans et remporte la Coupe du monde des moins de 20 ans en 2013 durant laquelle il inscrit un but en quart de finale ainsi qu'un doublé décisif contre le Ghana en demi finale pour une victoire 2 à 1 de l'équipe de France.
Entre 2013 et 2014, Florian Thauvin dispute dix matchs avec l'équipe de France espoirs et marque sept buts.

#### Équipe de France

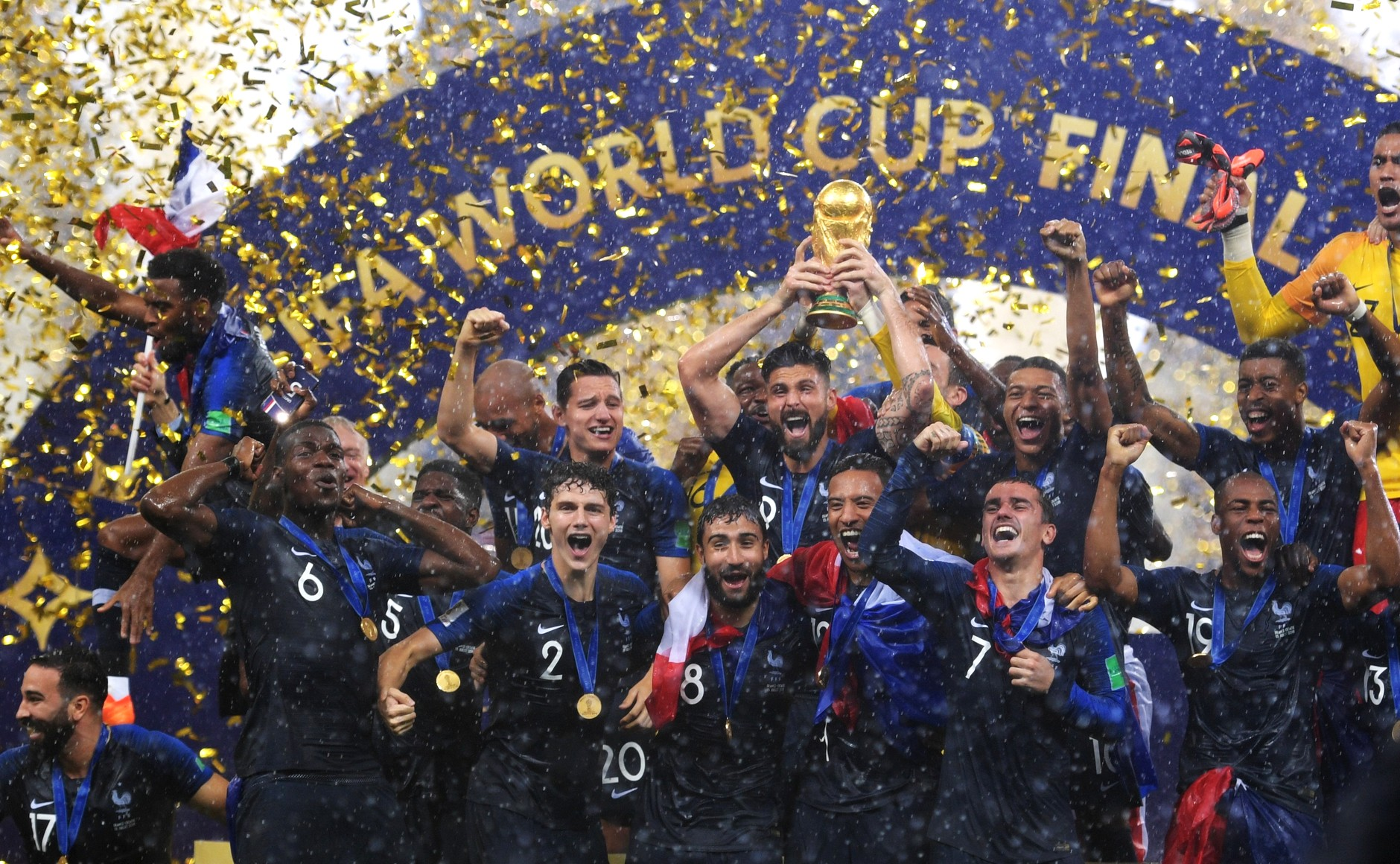
Florian Thauvin fête la victoire de l'équipe de France sur le podium de la Coupe du monde 2018.

Le 16 mars 2017, il est appelé pour la première fois en équipe de France par le sélectionneur Didier Deschamps qui annonce une liste de vingt-quatre joueurs pour les matchs contre le Luxembourg dans le cadre des éliminatoires de la Coupe du monde 2018 et contre l'Espagne en rencontre amicale mais n'entre pas en jeu lors de ces deux rencontres. Il honore sa première sélection le 2 juin 2017 lors d'un match amical contre le Paraguay (victoire 5-0).
Le 17 mai 2018, il fait partie des vingt-trois joueurs français sélectionnés pour disputer la Coupe du monde 2018. Lors de ce Mondial, il ne dispute qu'une rencontre : il entre en jeu à la 89e minute à la place de Kylian Mbappé lors du match de huitième de finale face à l'Argentine (victoire 4-3). Lors de ce match, il ne touche qu'un ballon, destiné à Benjamin Pavard. L'équipe de France remporte la compétition.
Le 30 août 2018, comme 22 des 23 champions du monde, il est rappelé pour disputer les matchs contre l'Allemagne et les Pays-Bas.
Le 11 octobre 2018, il est titularisé pour la première fois avec l'équipe de France contre l'Islande, pour un match nul 2-2. Il est titularisé de nouveau en tant qu'ailier droit le 2 juin 2019 contre la Bolivie et réalise une bonne performance. Un peu plus d'une semaine après cette bonne prestation, il se voit offrir sa première titularisation en match officiel avec l'équipe de France contre Andorre le 11 juin 2019 et marque son premier but d'une reprise acrobatique sur un centre de Kylian Mbappé après avoir distribué une passe décisive pour Wissam Ben Yedder.

#### Jeux olympiques 2020
Le 2 juillet 2021, il est retenu dans la liste des vingt-un joueurs Français sélectionnés par Sylvain Ripoll pour disputer les Jeux olympiques d'été de 2020 qui se déroulent à l'été 2021 au Japon. Le 16 juillet, il fait ses débuts en tant que titulaire avec la sélection olympique contre la Corée du Sud en match préparatoire aux JO de Tokyo lors d'une victoire deux buts à un. Titulaire lors des trois matchs de poule, il ne peut éviter l'élimination de l'équipe de France après une seule victoire en trois matchs.

## Statistiques

### Statistiques détaillées
| Saison                | Club                          | Championnat           | Championnat | Championnat | Championnat | Coupe(s) nationale(s) | Coupe(s) nationale(s) | Coupe(s) nationale(s) | Supercoupe | Supercoupe | Supercoupe | Compétition(s) continentale(s) | Compétition(s) continentale(s) | Compétition(s) continentale(s) | Compétition(s) continentale(s) | France | France | France | Total | Total | Total |
| Saison                | Club                          | Division              | M.          | B.          | P.d.        | M.                    | B.                    | P.d.                  | M.         | B.         | P.d.       | Comp.                          | M.                             | B.                             | P.d.                           | M.     | B.     | P.d.   | M.    | B.    | P.d.  |
| 2010-2011             | Grenoble Foot 38              | Ligue 2               | 3           | 0           | 0           | -                     | -                     | -                     | -          | -          | -          | -                              | -                              | -                              | -                              | -      | -      | -      | 3     | 0     | 0     |
| 2011-2012             | SC Bastia                     | Ligue 2               | 13          | 0           | 0           | 3                     | 0                     | 0                     | -          | -          | -          | -                              | -                              | -                              | -                              | -      | -      | -      | 16    | 0     | 0     |
| 2012-2013             | SC Bastia                     | Ligue 1               | 32          | 10          | 3           | 3                     | 0                     | 1                     | -          | -          | -          | -                              | -                              | -                              | -                              | -      | -      | -      | 35    | 10    | 4     |
| Sous-total            | Sous-total                    | Sous-total            | 45          | 10          | 3           | 6                     | 0                     | 1                     | -          | -          | -          | -                              | -                              | -                              | -                              | -      | -      | -      | 51    | 10    | 4     |
| 2013-2014             | Olympique de Marseille        | Ligue 1               | 31          | 8           | 3           | 4                     | 1                     | 1                     | -          | -          | -          | C1                             | 6                              | 1                              | 1                              | -      | -      | -      | 41    | 10    | 5     |
| 2014-2015             | Olympique de Marseille        | Ligue 1               | 36          | 5           | 3           | 2                     | 0                     | 0                     | -          | -          | -          | -                              | -                              | -                              | -                              | -      | -      | -      | 38    | 5     | 3     |
| 2015-2016             | Olympique de Marseille        | Ligue 1               | 2           | 0           | 0           | -                     | -                     | -                     | -          | -          | -          | C3                             | -                              | -                              | -                              | -      | -      | -      | 2     | 0     | 0     |
| Sous-total            | Sous-total                    | Sous-total            | 69          | 13          | 6           | 6                     | 1                     | 1                     | -          | -          | -          | -                              | 6                              | 1                              | 1                              | -      | -      | -      | 81    | 15    | 8     |
| 2015-2016             | Newcastle United              | Premier League        | 13          | 0           | 0           | 3                     | 1                     | 3                     | -          | -          | -          | -                              | -                              | -                              | -                              | -      | -      | -      | 16    | 1     | 3     |
| 2015-2016             | Olympique de Marseille (prêt) | Ligue 1               | 14          | 2           | 0           | 4                     | 2                     | 0                     | -          | -          | -          | C3                             | 2                              | 0                              | 0                              | -      | -      | -      | 20    | 4     | 0     |
| 2016-2017             | Olympique de Marseille (prêt) | Ligue 1               | 38          | 15          | 9           | 5                     | 0                     | 2                     | -          | -          | -          | -                              | -                              | -                              | -                              | 1      | 0      | 0      | 44    | 15    | 11    |
| 2017-2018             | Olympique de Marseille        | Ligue 1               | 35          | 22          | 11          | 4                     | 0                     | 1                     | -          | -          | -          | C3                             | 15                             | 4                              | 6                              | 4      | 0      | 0      | 58    | 26    | 18    |
| 2018-2019             | Olympique de Marseille        | Ligue 1               | 33          | 16          | 8           | 1                     | 0                     | 0                     | -          | -          | -          | C3                             | 3                              | 2                              | 1                              | 5      | 1      | 1      | 42    | 19    | 10    |
| 2019-2020             | Olympique de Marseille        | Ligue 1               | 2           | 0           | 0           | -                     | -                     | -                     | -          | -          | -          | -                              | -                              | -                              | -                              | -      | -      | -      | 2     | 0     | 0     |
| 2020-2021             | Olympique de Marseille        | Ligue 1               | 36          | 8           | 8           | 1                     | 0                     | 0                     | 1          | 0          | 1          | C1                             | 6                              | 0                              | 1                              | -      | -      | -      | 44    | 8     | 10    |
| Sous-total            | Sous-total                    | Sous-total            | 158         | 63          | 36          | 15                    | 2                     | 3                     | 1          | 0          | 1          | -                              | 26                             | 6                              | 8                              | 10     | 1      | 1      | 210   | 72    | 49    |
| 2021-2022             | Tigres UANL                   | Ouv.+Clo.             | 9+18        | 2+3         | 1+2         | -                     | -                     | -                     | -          | -          | -          | LCup                           | 1                              | 0                              | 0                              | -      | -      | -      | 28    | 5     | 3     |
| 2022-2023             | Tigres UANL                   | Ouv.+Clo.             | 10          | 3           | 2           | -                     | -                     | -                     | -          | -          | -          | LCup                           | -                              | -                              | -                              | -      | -      | -      | 10    | 3     | 2     |
| Sous-total            | Sous-total                    | Sous-total            | 37          | 8           | 5           | -                     | -                     | -                     | -          | -          | -          | -                              | 1                              | 0                              | 0                              | -      | -      | -      | 38    | 8     | 5     |
| 2022-2023             | Udinese Calcio                | Serie A               | 16          | 0           | 0           | -                     | -                     | -                     | -          | -          | -          | -                              | -                              | -                              | -                              | -      | -      | -      | 16    | 0     | 0     |
| 2023-2024             | Udinese Calcio                | Serie A               | 29          | 5           | 3           | 2                     | 1                     | 2                     | -          | -          | -          | -                              | -                              | -                              | -                              | -      | -      | -      | 31    | 6     | 5     |
| 2024-2025             | Udinese Calcio                | Serie A               | 25          | 8           | 3           | 1                     | 1                     | 2                     | -          | -          | -          | -                              | -                              | -                              | -                              | -      | -      | -      | 26    | 9     | 5     |
| Sous-total            | Sous-total                    | Sous-total            | 70          | 13          | 6           | 3                     | 2                     | 4                     | -          | -          | -          | -                              | -                              | -                              | -                              | -      | -      | -      | 73    | 15    | 10    |
| 2025-2026             | RC Lens                       | Ligue 1               | 1           | 0           | 0           | -                     | -                     | -                     | -          | -          | -          | -                              | -                              | -                              | -                              | -      | -      | -      | 1     | 0     | 0     |
| Total sur la carrière | Total sur la carrière         | Total sur la carrière | 396         | 107         | 56          | 33                    | 6                     | 12                    | 1          | 0          | 1          | -                              | 33                             | 7                              | 9                              | 10     | 1      | 1      | 473   | 121   | 79    |

### Liste des matchs internationaux
| Matchs internationaux de Florian Thauvin | Matchs internationaux de Florian Thauvin | Matchs internationaux de Florian Thauvin     | Matchs internationaux de Florian Thauvin | Matchs internationaux de Florian Thauvin | Matchs internationaux de Florian Thauvin | Matchs internationaux de Florian Thauvin                            |
|                                          | Date                                     | Lieu                                         | Adversaire                               | Résultat                                 | Compétition                              | Notes                                                               |
| ---------------------------------------- | ---------------------------------------- | -------------------------------------------- | ---------------------------------------- | ---------------------------------------- | ---------------------------------------- | ------------------------------------------------------------------- |
| 1.                                       | 2 juin 2017                              | Roazhon Park, Rennes, France                 | Paraguay                                 | 5-0                                      | Match amical                             | Entre en jeu à la place d'Antoine Griezmann à la 80e minute de jeu. |
| 2.                                       | 10 novembre 2017                         | Stade de France, Saint-Denis, France         | Pays de Galles                           | 2-0                                      | Match amical                             | Entre en jeu à la place de Kylian Mbappé à la 84e minute de jeu.    |
| 3.                                       | 23 mars 2018                             | Stade de France, Saint-Denis, France         | Colombie                                 | 2-3                                      | Match amical                             | Entre en jeu à la place d'Antoine Griezmann à la 83e minute de jeu. |
| 4.                                       | 1er juin 2018                            | Allianz Riviera, Nice, France                | Italie                                   | 3-1                                      | Match amical                             | Entre en jeu à la place de Kylian Mbappé à la 83e minute de jeu.    |
| 5.                                       | 30 juin 2018                             | Kazan Arena, Kazan, Russie                   | Argentine                                | 4-3                                      | Coupe du monde 2018                      | Entre en jeu à la place de Kylian Mbappé à la 89e minute de jeu.    |
| 6.                                       | 11 octobre 2018                          | Stade de Roudourou, Guingamp, France         | Islande                                  | 2-2                                      | Match amical                             | Titulaire et remplacé par Thomas Lemar à la 59e minute de jeu.      |
| 7.                                       | 20 novembre 2018                         | Stade de France, Saint-Denis, France         | Uruguay                                  | 1-0                                      | Match amical                             | Entre en jeu à la place de Kylian Mbappé à la 36e minute de jeu.    |
| 8.                                       | 22 mars 2019                             | Stade Zimbru, Chișinău, Moldavie             | Moldavie                                 | 4-1                                      | Eliminatoires Euro 2020                  | Entre en jeu à la place d'Antoine Griezmann à la 73e minute de jeu. |
| 9.                                       | 2 juin 2019                              | Stade de la Beaujoire, Nantes, France        | Bolivie                                  | 2-0                                      | Match amical                             | Titulaire.                                                          |
| 10.                                      | 11 juin 2019                             | Estadi Nacional, Andorre-la-Vieille, Andorre | Andorre                                  | 0-4                                      | Eliminatoires Euro 2020                  | Titulaire et remplacé à la 81e minute de jeu par Thomas Lemar.      |

### Liste des buts internationaux
| Buts internationaux de Florian Thauvin | Buts internationaux de Florian Thauvin | Buts internationaux de Florian Thauvin       | Buts internationaux de Florian Thauvin | Buts internationaux de Florian Thauvin | Buts internationaux de Florian Thauvin | Buts internationaux de Florian Thauvin | Buts internationaux de Florian Thauvin                               |
| #                                      | Date                                   | Lieu                                         | Adversaire                             | Score                                  | Résultat                               | Compétition                            | Notes                                                                |
| -------------------------------------- | -------------------------------------- | -------------------------------------------- | -------------------------------------- | -------------------------------------- | -------------------------------------- | -------------------------------------- | -------------------------------------------------------------------- |
| 1.                                     | 11 juin 2019                           | Estadi Nacional, Andorre-la-Vieille, Andorre | Andorre                                | 0 - 3                                  | 0 - 4                                  | Éliminatoires Euro 2020                | But du pied gauche à la 45e minute, passe décisive de Kylian Mbappé. |

## Palmarès

### En club
| SC Bastia (1) :               | Olympique de Marseille : |
| ----------------------------- | --- |
| - Ligue 2 : - Champion : 2012 | - Ligue 1 : - Vice-champion : 2020 - Ligue Europa : - Finaliste : 2018 - Coupe de France : - Finaliste : 2016 - Trophée des Champions : - Finaliste : 2020 |

### En sélection nationale
| France -20 ans (1) :                  | France (1) :                          |
| ------------------------------------- | ------------------------------------- |
| - Coupe du monde : - Vainqueur : 2013 | - Coupe du monde : - Vainqueur : 2018 |

## Distinctions personnelles

### Distinctions nationales
- Il remporte le Trophée UNFP du meilleur espoir de Ligue 1 en 2013[44].

- Il remporte le Trophée du joueur du mois UNFP à trois reprises en mars 2017[45], novembre 2017[46], janvier 2018[47].

- Il est nommé pour le Trophée UNFP du plus beau but de Ligue 1 en 2017[48].

- Il est nommé pour le Trophée UNFP du meilleur joueur de Ligue 1 en 2018[49].

- Il est le joueur à avoir réussi le plus grand nombre de dribbles en Ligue 1 entre 2010 et 2019 (485)[50].

### Distinctions internationales
- Il fait partie des 20 finalistes du Golden Boy en 2013 (19e du classement)[51].

### Distinctions de clubs
- Il est élu « olympien du mois » à 10 reprises : août 2016, septembre 2016, octobre 2016, novembre 2016, décembre 2016, mars 2017, novembre 2017, janvier 2018, novembre 2018 et décembre 2018[52].

- Il est lauréat du Trophée du meilleur joueur marseillais de la saison à deux reprises : en 2016-2017 et en 2017-2018[53].

- Il est élu meilleur buteur de l’OM de la décennie 2010-2019 (78 buts)[54].

### Distinctions reçues par la presse
- Il reçoit le Phocéen d’or de la saison 2016-2017 et 2017-2018 qui récompense le meilleur joueur de l’OM pour les médias[55].

- Il remporte aussi le Prix Orange Maritima de la saison 2016-2017 et 2017-2018 qui récompense le joueur marseillais le plus disponible et sympathique tout au long de la saison avec les médias lors des réactions d’après match[56].

- Il remporte aussi le Trophée Eurosport.fr du meilleur joueur de Ligue 1 de la saison 2017-2018[56].

- Il a également remporté trois fois le Trophée du journal La Provence du meilleur olympien de l’année : en 2016, en 2017 et en 2018[57].

## Décoration
- Chevalier de la Légion d'honneur. Par décret du Président de la République en date du 31 décembre 2018, tous les membres de l'équipe de France championne du monde 2018 sont promus au grade de Chevalier de la Légion d'honneur[1].

## Style de jeu
Selon Olivier Saragaglia, son ancien formateur à Grenoble, « Il a une grosse qualité de percussion. Il joue bien vers l’avant et arrive à éliminer les adversaires en mouvement. Surtout, il possède un très bon pied gauche. Là où il a besoin de progresser, c’est déjà l’expérience. Il doit enchaîner les matchs et avoir moins de déchet dans son jeu en l’épurant. Et il doit gagner en physique. Il est tombé sur un bon entraîneur pour sa progression en la personne de Frédéric Hantz. J’espère qu’il sera épargné par les blessures et qu’il aura de la réussite ».
Selon Frédéric Née, son ancien entraîneur au sein de l'équipe réserve bastiaise, « Florian est quelqu’un de très intéressant car il est capable de jouer sur les trois postes offensifs, voire attaquant de pointe. Il peut alterner pied droit, pied gauche, il est doté d’une bonne qualité technique et d’une très bonne frappe. En quelques mois il vient de franchir deux à trois niveaux. C’est un garçon qui travaille beaucoup et qui écoute aussi beaucoup les conseils »,.

## Vie privée
Depuis mars 2015, Florian Thauvin vit en couple avec le mannequin Charlotte Pirroni (deuxième dauphine de Miss France 2015) à l'exception de la période entre septembre 2017 et décembre 2017 où ils se sont séparés. Le 7 novembre 2019, le couple annonce attendre leur premier enfant pour février 2020. Il devient papa d'un petit garçon prénommé Alessio le 5 février 2020. Le 20 juin 2024, le couple annonce attendre leur deuxième enfant. Il devient papa d'un deuxième garçon prénommé Léandro le 26 octobre 2024. 